# Eman (langue)
Pour les articles homonymes, voir Eman.
L'eman (ou eman) est une langue bantoïde méridionale, dite « tivoïde », parlée dans la Région du Sud-Ouest au Cameroun, dans le département du Manyu, dans l'arrondissement d'Akwaya, particulièrement dans les localités suivantes : Amayo, Amanavil, Akalabo et Akalam Gomo.
Avec 800 locuteurs en 1990, c'est une langue en danger (6b). 